# Sant Pèire d'Ai
|  | Per a altres significats, vegeu «Cantó de Sant Pèire d'Ai». |

Sant Pèire d'Ai (occità) o Saint-Péray (francès) és un municipi al departament de l'Ardecha (regió d'Alvèrnia-Roine-Alps).